# 황징위
황징위(중국어 간체자: 黄景瑜, 병음: huángjĭngyú, 1992년 11월 30일 ~ )는 중국의 영화배우이다.

## 약력
2016년에 방연된 중국 드라마 <상은>에서 주연으로 캐스팅되어 모범생 바이루인을 좋아하는 부잣집 도련님 역을 맡게 되었다.
이 드라마가 아시아에서 센세이션을 불러일으키면서 상대배우로 열연한 허위주와 함께 순식간에 중화권 톱스타의 반열에 올랐다. 이후 다양한 영화와 드라마를 통해 필모그래피를 쌓았고 특히 지난해 주연을 맡은 영화 ‘오퍼레이션 레드 씨(홍해행동, 红海行动) ’는 39억 위안(약 6400억 원)의 수익을 올리며 중국 영화 흥행 역대 2위의 기록을 세웠다. 또한 올해 우리나라 걸그룹 f(x) 출신의 빅토리아와 함께 주연을 맡은 드라마 ‘결애 : 천년의 사랑’은 웹 스트리밍 회수가 25억 뷰를 돌파했다.

## 출연작품

### 영화
| 연도 | 제목               |
| 2016 | 창포요화           |
| 2017 | 오퍼레이션 레드 씨 |
| 2019 | 비치인생           |

### 드라마
| 연도                     | 방송사                 | 제목               | 배역     | 비고                                          |
| 2016.01.29.~ 2016.02.20. | 중국 텐센트TV          | 상은 (上癮)        | 구하이   | 웹드라마, 방영종료 15부작                     |
| 2016.06.30.~ 2016.08.26. | 중국 망고 TV           | 반요경성(半妖傾城) | 누르하치 | 민국 판타지 드라마, 방영종료 20부작, 특별출연 |
| 2018.05.09.~ 2018.06.13. | 텐센트동영상(腾讯视频) | 결애 : 천년의 사랑 | 허란진팅 | 전체 25부작                                   |
| 2020.5.19.~ 2020.06.21.  | 후난위성텔레비전       | 행복촉수가급       | 쑹린     | 51부작                                        |
| 2020.9.29.~ 2020.10.8.   | 동방 위성 텔레비전     | 재일기             | 루자오양 | 20부작                                        |
| 2020.11.8.~ 2020.12.3.   | 아이치이               | 청춘창세기         | 단연     | 47부작                                        |
| 2021.6.1~                | 아이치이               | 애상특종병         | 양목택   | 40부작                                        |
| 2021.12.23~              | 동방위성텔레비전       | 삼생유행우상니     | 후작     | 40부작                                        |
| 2021.12.26~              | 강소위성텔레비전       | 왕패부대           | 고량     | 40부작                                        |

## 수상
| 연도 | 수상내역                                                              |
| 2016 | *COSMO 몽상시상인물 대상 *제16회 음악 풍운방 연도성전 언론선정 신우상 |
| 2019 | 2019년 13회 아시안 필름 어워드 신인상 수상                            |

## 그 외 활동
| 장르   | 부제                                                | 일시                          | 장소                   |
| 콘서트 | JOHNNY WITH YOU 2016 ASIA FAN MEETING TOUR IN KOREA | 2016년 11월 12일(토) 오후 7시 | 올림픽공원 內 올림픽홀 |

OST 2016 웹드라마 상은 – 해약유인

## 기타정보
BL웹드라마 상은(上瘾) 출연이후 엄청난 인기를 끌어 광전총국의 규제를 당한 배우 황징위(黄景瑜)
2016년 4월 ~ 2017년 초까지 10개월여간 규제아래 있었다.
1. 태국 상은 팬미팅 황징위만 무대 따로 진행
2. 드라마<고방부자상(孤芳不自赏)> 출연 불발
3. 예능<극속전진3(极速前进3)> 고정멤버 출연 불발
4. 예능<쾌락대본영(快乐大本营)> 촬영분 미방영
5. 예능<전원가속중2(全员加速中2)> 방송분 내에 모든 컷 편집됨
6. 잡지<OK징차이(OK 精彩)> 출간취소
7. 예능<약파대명성(约吧大明星)> 중도하차 (다행히 후에 되돌아옴)